# Оквир у психотерапији
Оквир у психотерапији се односи на окружење и однос који омогућава пацијенту да буде отворен према свом животу са терапеутом и да на сигуран и поверљив начин изврши промену, један је од најважнијих елемената у психотерапији и саветовању. Иако психоаналитичар Роберт Лангс није основао термин, учинио га је познатим. Оквир у психотерапији представља слику намењену да изрази постављање граница или основна правила за уговорне аспекте терапије. Успех у психотерапији и саветовању је повезан са терапијским односом између клијента и терапеута што одражава искреност у односу између њих. Шведски психоаналитичар Клес Дејвидсон који је темељно проучавао Лангса је узео још даље оквире психоанализе и психотерапије и закључио је да се већина примарних проблема данашњих клијената не налази у дубоком несвесном домену, већ у свесном и/или предсвесном и ти конфликти, како их назива, манифестоваће се у девијацијама оквира клијената где их мора решавати активни терапеут.